# Jack Churchill
Jack Churchill, nascido John Malcolm Thorpe Fleming Churchill (Colombo, 16 de setembro de 1906 – Surrey, 8 de março de 1996), foi um militar britânico, duplamente condecorado com a Ordem de Serviços Distintos, que lutou na Segunda Guerra Mundial utilizando arco longo e uma espada do tipo claymore.
Apelidado de "Fighting Jack Churchill" e "Mad Jack", era conhecido pela sua máxima: "Qualquer oficial que vá entrar em combate sem a sua espada está inapropriadamente trajado".
Foi o único soldado britânico a abater um inimigo durante a Segunda Guerra apenas com arco e flecha.

## Biografia
Jack nasceu em Colombo, no Ceilão britânico, em 1906. Era filho de Alec Fleming Churchill (1876–1961) e Elinor Elizabeth. Alec vinha de uma família que trabalhava há muito tempo para o serviço público do Ceilão na época da colonização britânica. Logo após seu nascimento, a família retornou para Dormansland, em Surrey, onde nasceu seu irmão mais novo, o cavaleiro da Ordem do Império Britânico e general de brigada Thomas Bell Lindsay Churchill (1907–1990).
Em 1910, a família Churchill se mudou para Hong Kong, onde Alec foi indicado como diretor de obras públicas, tendo trabalhado também no conselho municipal. O terceiro filho, Robert Alec Farquhar Churchill (tenente da Marinha Real) nasceu na cidade, em 1911. A família voltou para a Inglaterra em 1917.
Churchill estudou no King William's College, na Ilha de Man, Churchill formando-se na Real Academia Militar de Sandhurst em 1926, servindo na Birmânia com o Regimento de Manchester. Ele saiu do exército em 1936 e trabalhou como um editor de jornal. Usou seus talentos de arqueiro e tocador de gaita de foles para desempenhar um pequeno papel no filme The Thief of Bagdad.

## Segunda Guerra Mundial
Churchill deu continuidade à sua delegação depois da invasão da Polônia. Em maio de 1940 Churchill e sua unidade, o Regimento de Manchester, emboscaram uma patrulha alemã em L'Epinette, França. Churchill deu o sinal do ataque atirando no sargento inimigo com uma flecha, tornando-se o único soldado britânico a matar um inimigo com um arco e flecha na segunda guerra mundial. Depois de lutar na Batalha de Dunquerque, ele se ofereceu como voluntário aos Commandos.

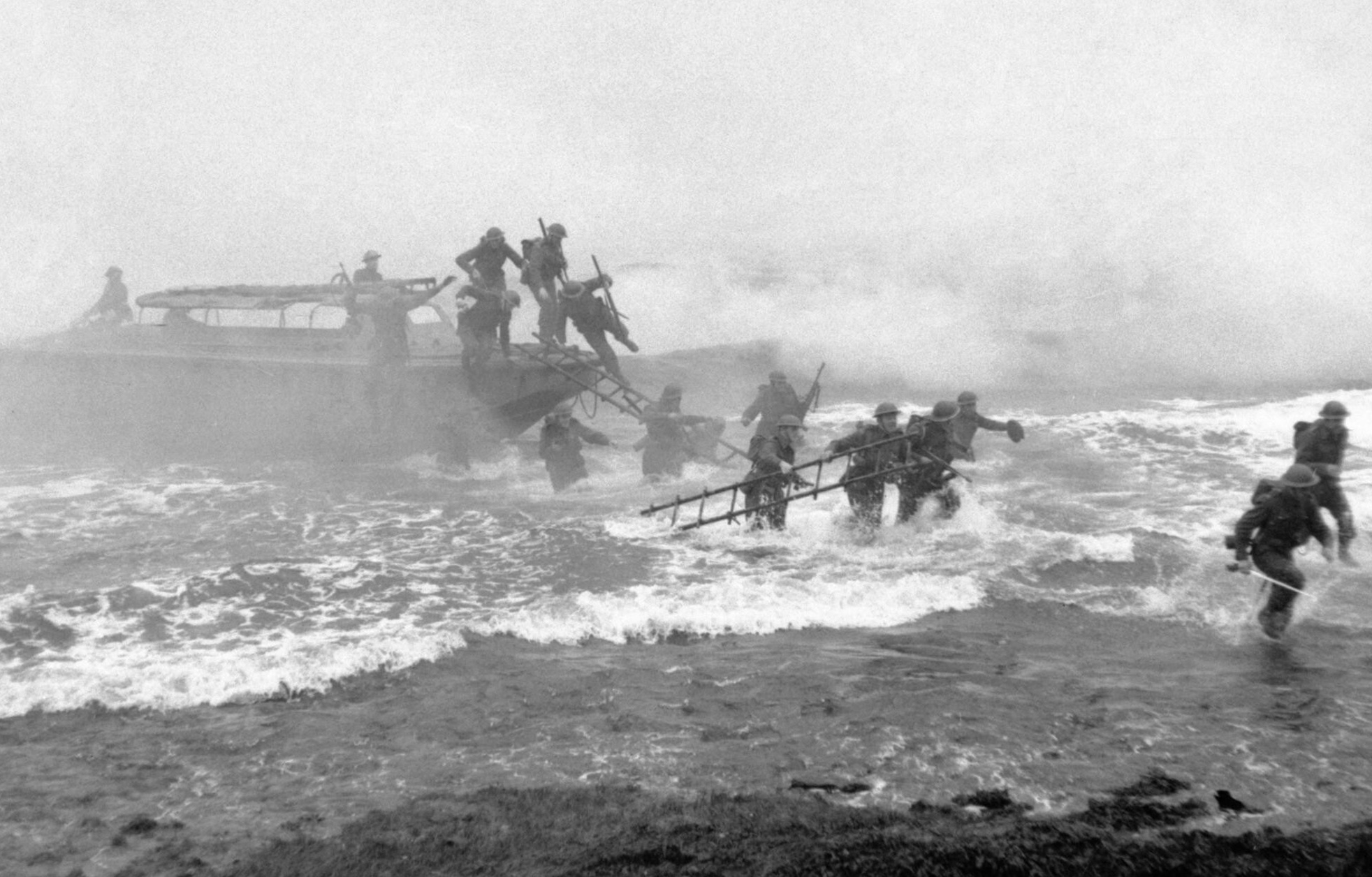
Jack Churchill (à direita) liderando um exercício de treinamento, empunhando espada.

Churchill era o segundo no comando do Commando número 3 na Operação Archery, uma invasão em uma fortificação alemã em Vågsøy, Noruega em 27 de dezembro de 1941. Quando as rampas do primeiro barco desceram, Churchill saltou para frente de sua posição tocando "March of the Cameron Men" na sua gaita de foles, logo antes de atirar uma granada e ir para a batalha. Pelas ações que executou em Dunquerque e em Vågsøy, Churchill recebeu a barra e Cruz Militar.[carece de fontes?]
Em julho de 1943, como um oficial de comando, ele liderou 2 Commando desde seus pontos de desembarque na Catania, na Sicília com a sua espada escocesa de marca pendurada em sua cintura, um arco longo e flechas em volta de seu pescoço e, claro, sua gaita de foles debaixo de seus braços.[carece de fontes?] Liderando 2 Commandos, Churchill foi ordenado à capturar um ponto de observação alemão fora da cidade de La Molina, controlando uma passagem que levava à praia de Salerno. Ele liderou o ataque por 2 e 41 Commandos, infiltrou-se na cidade e capturou o posto, levando 42 prisioneiros incluindo um esquadrão de morteiros. Churchill levou os homens e prisioneiros de volta pela passagem, com os feridos sendo carregados em carrinhos empurrados pelos prisioneiros alemães. Ele comentou que era "uma imagem das guerras napoleônicas". Recebeu a Ordem de Serviços Distintos por liderar essa ação em Salerno.

## Família
Churchill se casou com Rosamund Margaret Denny, filha de Sir Maurice Edward Denny e neta de Sir Archibald Denny, em 8 de março de 1941. O casal teve dois filhos, Malcolm John Leslie Churchill, nascido em 11 de novembro de 1942, e Rodney Alistair Gladstone Churchill, nascido em 4 de julho de 1947.

## Morte
Churchill morreu em 8 de março de 1996, aos 89 anos, no condado de Surrey. Em março de 2014, o Royal Norwegian Explorers Club publicou um livro sobre Churchill, nomeando-o como um dos maiores aventureiros de todos os tempos.